# زيد جابر
زيد جابر (ولد في 6 يناير 1991) لاعب كرة قدم أردني يجيد اللعب في مركز قلب الدفاع. من دون نادي حاليا.

## المسيرة الرياضية

### الأندية
نشأ جابر في الجزيرة حيث أمضى موسم 2006-2007 وفي الموسم التالي انضم إلى شباب الأردن. في عام 2009 تم تصعيده إلى الفريق الأول. في موسمه الأول 2009-2010 في بطولة الدوري الأردني 2009–10 ساهم جابر في احتلال شباب الأردن المركز الثالث برصيد 44 نقطة بفارق 9 نقاط عن البطل الفيصلي. في بطولة كأس الأردن ساهم جابر في وصول شباب الأردن إلى الدور الربع النهائي حيث خسر من الجزيرة بفضل قاعدة الأهداف خارج الأرض بعدما تعادلا 2-2 في مجموع المباراتين. وفي بطولة درع الاتحاد الأردني ساهم جابر في احتلال شباب الأردن المركز الرابع في المجموعة الثانية برصيد 8 نقاط بفارق الأهداف عن المتصدر العربي وبالتالي خرج من منافسات البطولة. وفي بطولة كأس الاتحاد الآسيوي 2010 ساهم جابر في احتلال شباب الأردن المركز الثاني في المجموعة الأولى برصيد 12 نقطة وبالتالي التأهل إلى الدور الثمن النهائي حيث خسر من كاظمة الكويتي بركلات الترجيح.
في موسمه الثاني مع شباب الأردن 2010-2011 وفي بطولة الدوري الأردني 2010–11 ساهم في احتلال شباب الأردن المركز الثالث برصيد 33 نقطة بفارق 18 نقطة عن البطل الوحدات. وفي بطولة كأس الأردن 2011–12 خرج شباب الأردن من مباراته الأولى عندما خسر من منشية بني حسن بركلات الترجيح في الدور 32. وفي بطولة درع الاتحاد الأردني احتل شباب الأردن المركز الثالث في المجموعة الثالثة برصيد 3 نقاط وبالتالي فشل في التأهل إلى الدور النصف النهائي.
في 1 يوليو 2011 انتقل جابر من شباب الأردن إلى بطل الدوري العماني السويق. في خلال نصف موسم ساهم في خسارة السويق بطولة كأس السوبر العماني من العروبة 0-3. وفي كأس السلطان خرج السويق من مباراته الأولى عندما خسر من العروبة 1-3 في الدور 32. وفي دوري المحترفين العماني 2011–12 ساهم في حصد السويق 5 نقاط من 5 مباريات ليتم فسخ عقده في 31 ديسمبر 2011.
في 11 يناير 2012 انتقل جابر من السويق إلى اليرموك الأردني حتى نهاية الموسم. في موسمه الأول 2011-2012 وفي بطولة دوري المناصير الأردني للمحترفين 2011–12 ساهم في احتلال اليرموك المركز العاشر برصيد 21 نقطة بفارق 4 نقاط عن منطقة الهبوط. وفي بطولة كأس الأردن خرج اليرموك من الدور الربع النهائي بعد خسارته من منشية بني حسن حسب قاعدة الأهداف خارج الأرض بعد تعادلهما 3-3 في مجموع المباراتين.
في موسمه الثاني 2012-2013 وفي بطولة الدوري الأردني 2012–13 لم يستطع جابر انقاذ اليرموك من الهبوط حيث احتل المركز الحادي عشر قبل الأخير برصيد 15 نقطة بفارق 4 نقاط عن منطقة الأمان. وفي بطولة كأس الأردن احتل اليرموك المركز السادس الأخير برصيد 8 نقاط وفشل في التأهل إلى الدور الربع النهائي. نتيجة لذلك أعطى اليرموك جابر حرية الاحتراف بأي فريق يريده وبخاصة بعد هبوط اليرموك لمصاف أندية الدرجة الأولى.
ظل بدون نادي من 7 مايو 2013 إلى 20 يونيو 2014 عندما وقع على عقد مع الرفاع الشرقي البحريني. في 7 أغسطس 2014 قرر الرفاع الشرقي بتوصية من مدربه عيسى السعدون فسخ عقد جابر نظرا لابتعاده عن الكثير من المباريات للإصابة وقلة مستوى اللياقة البدنية. عاد جابر بلاده ووقه لصالح الأهلي الصاعد حديثا إلى الدرجة الممتازة في عقد يمتد لمدة موسمين. في موسمه الأول 2014-2015 وفي بطولة الدوري الأردني 2014–15 ساهم جابر في احتلال الأهلي المركز الخامس برصيد 30 نقطة وبالتالي تثبيت أقدامه بين الكبار. وفي بطولة كأس الأردن 2014–15 ساهم جابر في وصول الأهلي إلى الدور الربع النهائي حيث خسر من الرمثا 2-3 في مجموع المباراتين.
في موسمه الثاني 2015-2016 مع الأهلي لعب نصف موسم معه حيث في بطولة الدوري الأردني 2015–16 ساهم جابر في حصد الأهلي 20 نقطة في 11 مباراة. وفي بطولة كأس الأردن 2015–16 ساهم جابر في وصول الأهلي إلى الدور النصف النهائي بعدما تغلب على الطرة 5-0 في الدور الربع النهائي. تم تجديد عقد جابر لموسم آخر لينتهي في نهاية موسم 2016-2017. في 20 يناير 2016 انتقل جابر من الأهلي إلى معيذر القطري (درجة ثانية) بالإعارة حتى نهاية الموسم. في بطولة دوري الدرجة الثانية ساهم جابر في تتويج معيذر بالبطولة بعدما تصدر الترتيب برصيد 44 نقطة بفارق 6 نقاط عن وصيفه الشحانية وبالتالي يحقق جابر أولى بطولاته الشخصية. وفي بطولة كأس أمير قطر ساهم جابر في وصول معيذر إلى الدور الثاني عندما خسر من الغرافة 0-1.
في موسمه الثالث مع الأهلي 2016-2017  في بطولة كأس السوبر الأردنية ساهم جابر في تتويج الأهلي بالبطولة بعدما تغلب على الوحدات 2-1 وليحقق جابر ثاني بطولاته الشخصية. وفي بطولة درع الاتحاد الأردني اكتفى الأهلي باحتلال المركز الرابع في المجموعة الثانية برصيد 6 نقاط وبالتالي الفشل في التأهل إلى الدور النصف النهائي. وفي بطولة الدوري الأردني 2016–17 ساهم جابر في حصد الأهلي 15 نقطة فقط في 11 مباراة. وفي بطولة كأس الأردن 2016–17 ساهم في حصد الأهلي 5 نقاط من 4 مباريات في المجموعة الأولى وبالتالي الخروج نظريا من منافسات البطولة. في 19 يناير 2017 انتقل جابر من الأهلي إلى الجزيرة الأردني في صفقة انتقال حر. وفضل جابر الجزيرة على الوحدات لسببين أولهما القيمة المالية وأيضا لموافقة فريقه الجديد على شرطه بخصوص السماح له بالاحتراف الخارجي لو تلقى عرضا من الخارج. في بطولة الدوري ساهم جابر في احتلال الجزيرة المركز الثاني برصيد 44 نقطة بفارق نقطتين عن البطل الفيصلي. بينما في بطولة كأس الأردن فقد ساهم جابر في وصول الجزيرة إلى المباراة النهائية حيث خسر من الفيصلي بركلات الترجيح.
في موسمه الثاني مع الجزيرة 2017-2018 بدأه بالخسارة من الفيصلي في بطولة كأس السوبر الأردنية 1-2 حيث تسبب جابر في ركلة جزاء جاء منها الهدف الأول للفيصلي. وفي بطولة الدوري الأردني للمحترفين 2017–18 ساهم جابر في احتلال الجزيرة المركز الثاني برصيد 41 نقطة بفارق 12 نقطة عن البطل الوحدات. وفي بطولة كأس الأردن ساهم جابر في تتويج الجزيرة بالبطولة بعدما تغلب في المباراة النهائية على شباب الأردن 2-0 ليتوج بثالث بطولاته الشخصية. وفي بطولة درع الاتحاد الأردني ساهم جابر في وصول الجزيرة إلى المباراة النهائية حيث خسرها من الوحدات 0-2. وفي بطولة كأس الاتحاد الآسيوي 2018 ساهم جابر في احتلال الجزيرة المركز الأول في المجموعة الأولى برصيد 16 نقطة وبالتالي التأهل إلى الدور الربع النهائي حيث فاز على الفيصلي 2-1 في مجموع المباراتين ثم خسر في الدور النصف النهائي من القوة الجوية العراقي 2-3 في مجموع المباراتين.
في موسمه الثالث مع الجزيرة 2018-2019 تم الإعلان في 20 يوليو 2018 عن فشل صفقة انتقال جابر إلى السالمية الكويتي بنظام الإعارة لمدة موسم واحد بسبب طلب الجزيرة من السالمية ضرورة منح اللاعب مقدم عقده وفقا للاتفاق المسبق إلا أن السالمية أخل بهذا الشرط. في بطولة كأس السوبر الأردنية خسر الجزيرة من الوحدات 1-2. وفي بطولة الدوري الأردني للمحترفين 2018–19 ساهم في احتلال الجزيرة المركز الثاني برصيد 49 نقطة بفارق نقطة واحدة عن البطل الفيصلي. وفي بطولة كأس الأردن ساهم جابر في وصول الجزيرة إلى الدور الثمن النهائي حيث خسر من الأهلي 0-1. وفي بطولة كأس الاتحاد الآسيوي 2019 ساهم في احتلال الجزيرة المركز الأول في المجموعة الثانية برصيد 14 نقطة وبالتالي التأهل إلى الدور الربع النهائي حيث تغلب على الجيش السوري 4-3 في مجموع المباراتين بعدما تأخر في مباراة الذهاب 0-3. واختير جابر أفضل لاعب في مباراة الإياب. وفي الدور النصف النهائي خسر من العهد اللبناني 0-1 في مجموع المباراتين.
في موسمه الرابع 2019-2020 فقد لعب جابر مع الجزيرة نصف موسم. في 16 يناير 2020 فسخ جابر عقده مع الحسين لينتقل إلى الحسين الأردني. في موسمه الأول 2020 وفي بطولة الدوري الأردني للمحترفين ساهم جابر في احتلال الحسين المركز السادس برصيد 26 نقطة وهو ما يعد تطورا في المستوى حيث احتل المركز الثامن في الموسم السابق. وفي بطولة درع الاتحاد الأردني اكتفى الحسين باحتلال المركز الثاني في المجموعة الثالثة برصيد 4 نقاط وبالتالي الفشل في التأهل إلى الدور النصف النهائي.
في 28 يناير 2021 انتقل جابر إلى الأهلي البحريني (درجة ممتازة) في صفقة انتقال حر حتى نهاية الموسم. في بطولة الدوري الممتاز ساهم جابر في احتلال الأهلي برصيد 21 نقطة بفارق 6 نقاط عن منطقة الهبوط. وساهم جابر في جمع الأهلي 16 نقطة في 9 مباريات بعدما جمع الأهلي قبل وصوله 5 نقاط في 9 مباريات. وفي بطولة كأس ملك البحرين ساهم في وصول الأهلي إلى المباراة النهائية للمرة الأولى منذ موسم 2005-2006 ولكنه خسر من الرفاع 0-2. في 29 يونيو 2021 قرر الأهلي تجديد عقد جابر لموسم آخر. 

### المنتخبات
على الرغم من مشاركته في تصفيات بطولة آسيا تحت 22 سنة لكرة القدم 2013 مع الأردن تحت 23 سنة إلا أنه تم استبعاده من المشاركة في بطولة آسيا تحت 22 سنة لكرة القدم 2013. في 2 ديسمبر 2021 تم فسخ العقد بين الطرفين بالتراضي.

## الأهداف الدولية

### تحت 19 سنة
| # | التاريخ        | الملعب  | الخصم | التسجيل                  | النتيجة | البطولة |
| - | -------------- | ------- | ----- | ------------------------ | ------- | ------- |
| 1 | 13 سبتمبر 2010 | القاهرة | مصر   | 1:1 (0:0) 4:1 ركلات جزاء | خسارة   | ودية    |

## الإحصائيات

### الأندية
| النادي         | الموسم         | الدوري         | الدوري  | الدوري  | الكأس الوطني | الكأس الوطني | كأس الدوري | كأس الدوري | أخرى    | أخرى    | المجموع | المجموع |
| النادي         | الموسم         | الدرجة         | مباريات | الأهداف | مباريات      | الأهداف      | مباريات    | الأهداف    | مباريات | الأهداف | مباريات | الأهداف |
| -------------- | -------------- | -------------- | ------- | ------- | ------------ | ------------ | ---------- | ---------- | ------- | ------- | ------- | ------- |
| الأهلي         | 2021           | الدوري الممتاز | 3       | 0       | 0            | 0            | 0          | 0          | 0       | 0       | 3       | 0       |
| الإجمالي الكلي | الإجمالي الكلي | الإجمالي الكلي | 3       | 0       | 0            | 0            | 0          | 0          | 0       | 0       | 3       | 0       |

## الألقاب والجوائز

### الأندية
- معيذر
  - دوري الدرجة الثانية (1): 2015-16
- الأهلي
  - كأس السوبر الأردنية (1): 2016
- الجزيرة
  - كأس الأردن (1): 2017-18